# Ullamaliztli

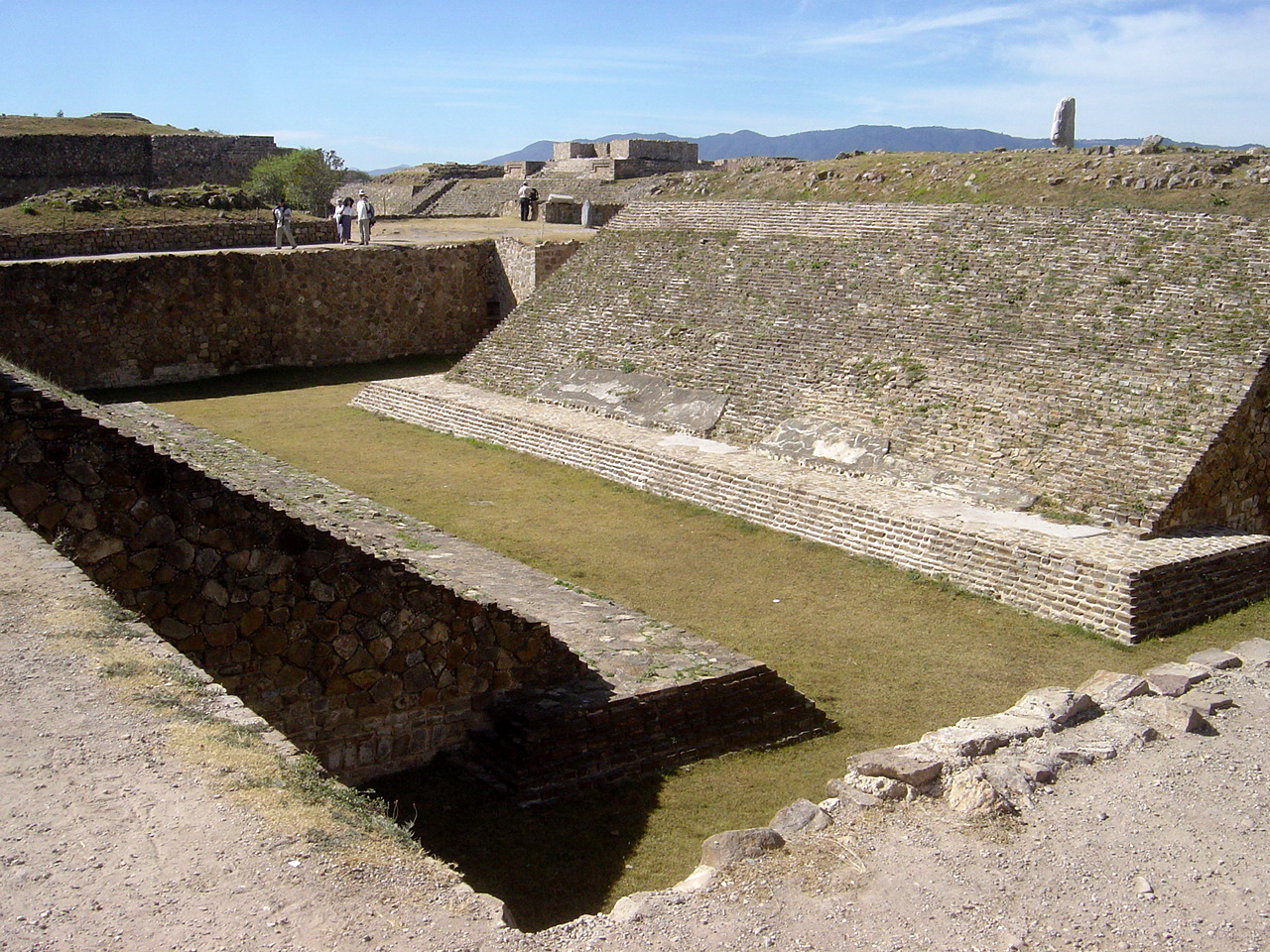
Monte Albán – boisko do gry w ullamaliztli

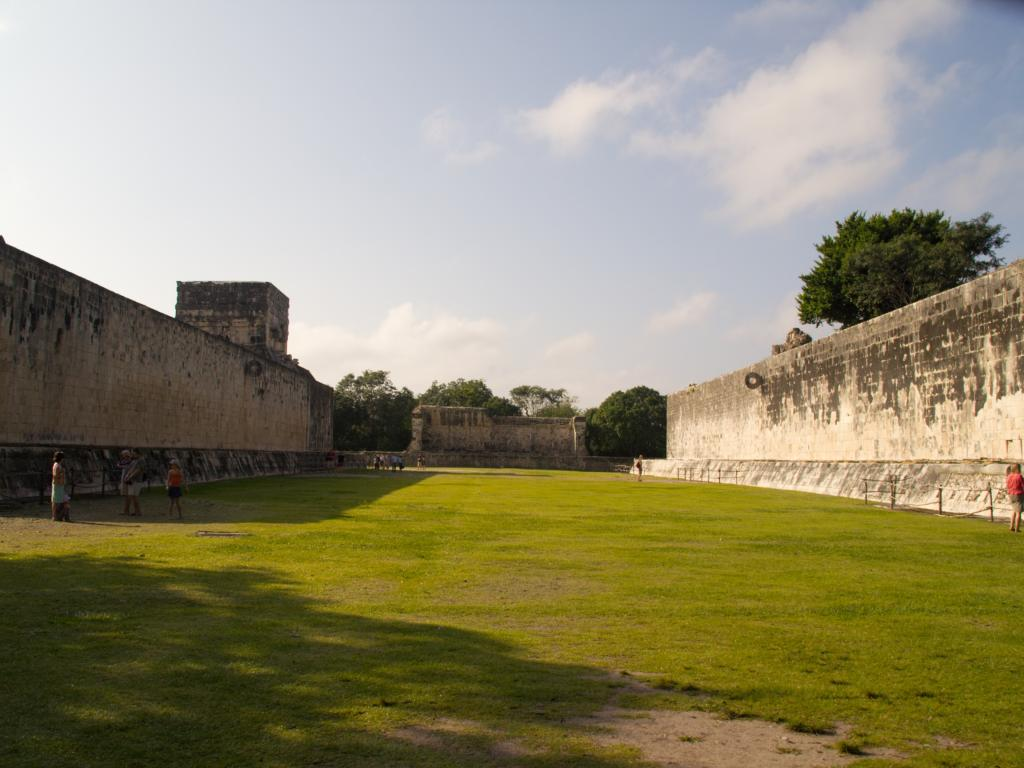
Chichén Itzá – boisko do gry w ullamaliztli

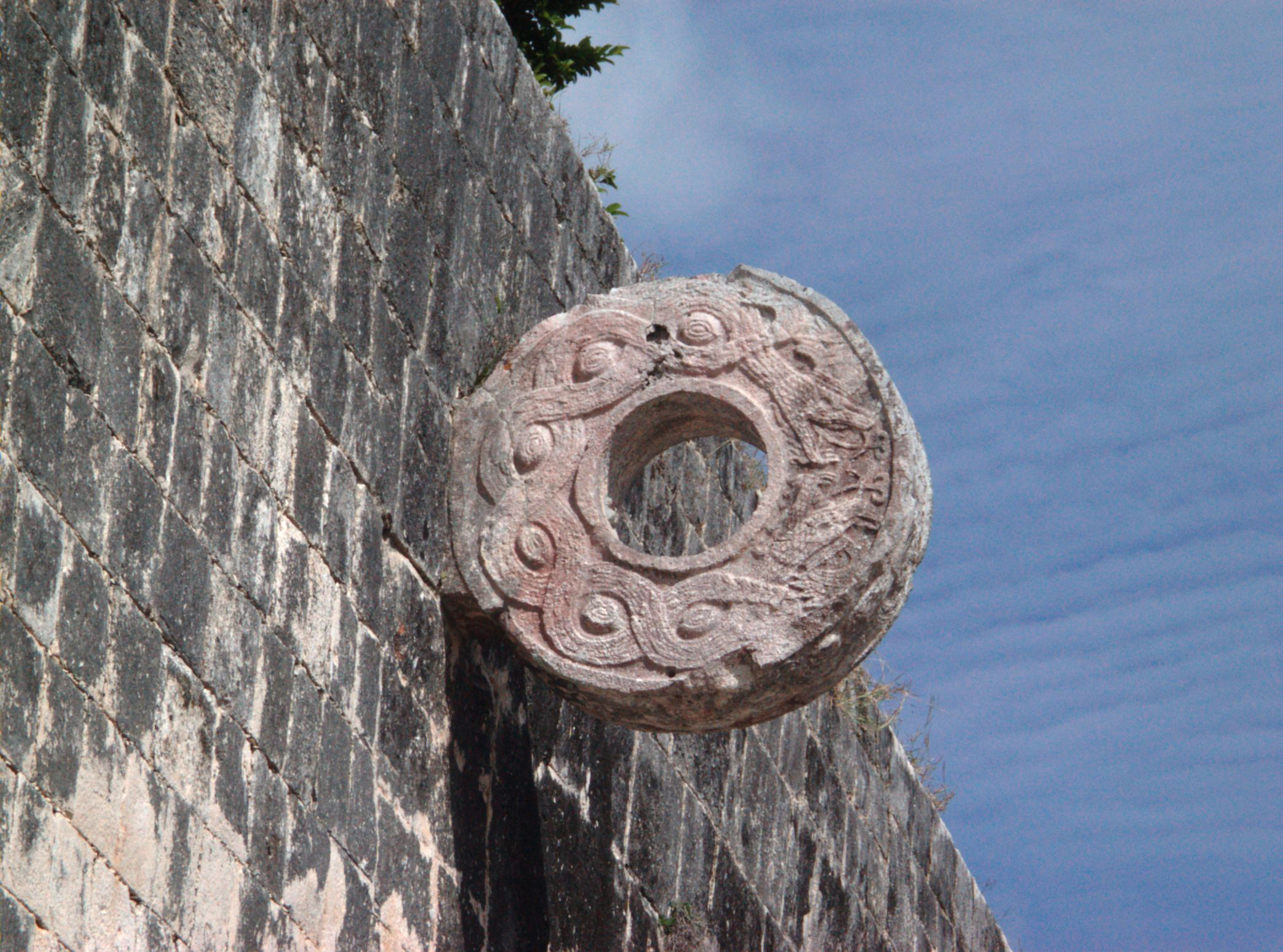
Chichén Itzá – kamienny pierścień na boisku do gry w ullamaliztli

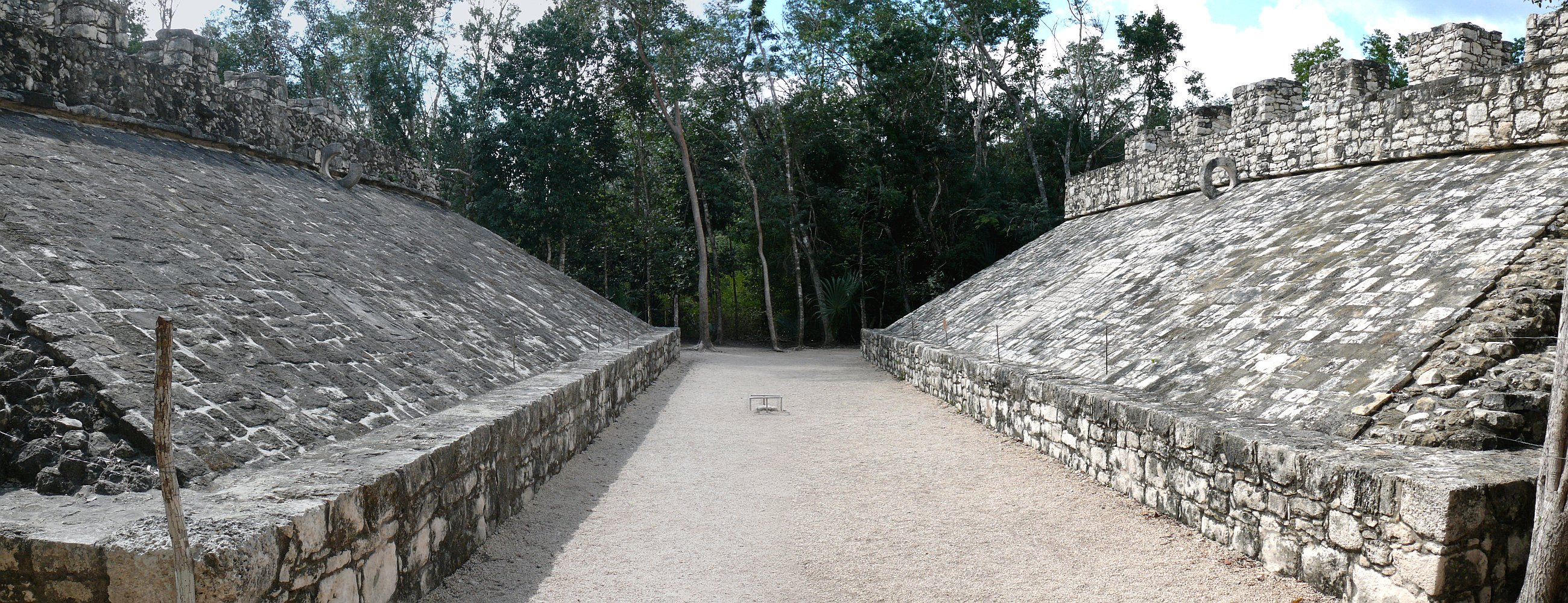
Coba – boisko do gry w ullamaliztli

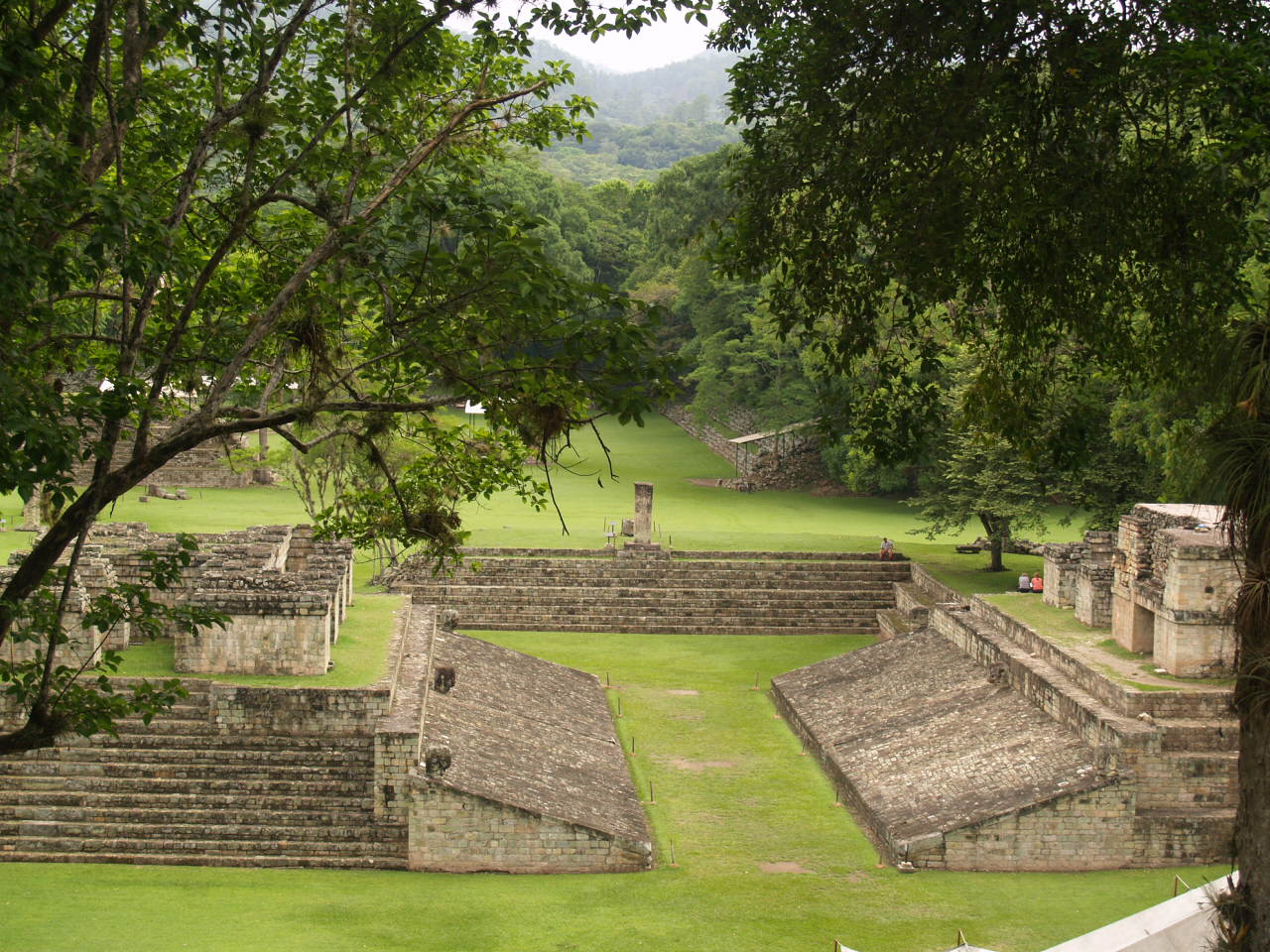
Copán – boisko do gry w ullamaliztli

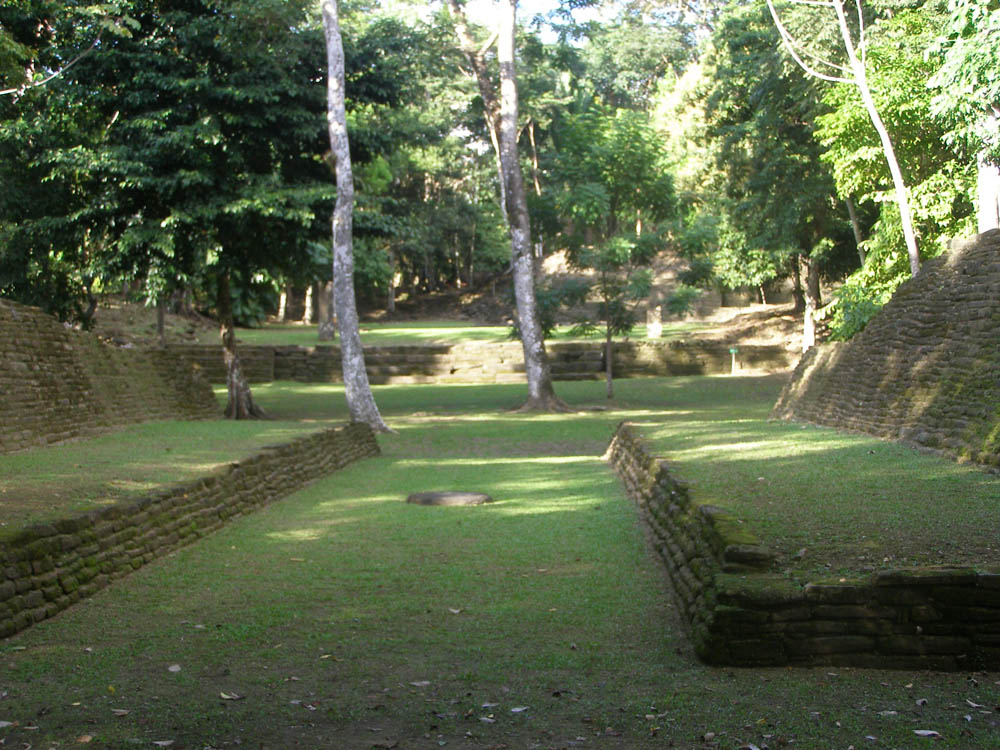
Nim Li Punit – boisko do gry w ullamaliztli

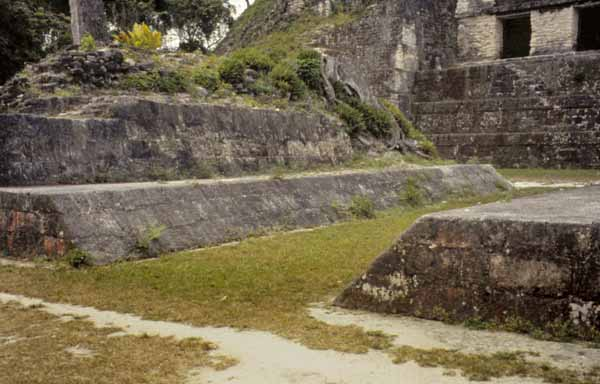
Uaxactún – boisko do gry w ullamaliztli

Ullamaliztli – rytualna gra w piłkę plemion prekolumbijskiej Mezoameryki i Ameryki Południowej.
Pierwsze boiska do rytualnej gry w piłkę zbudowali Olmekowie w II tysiącleciu p.n.e.
Boiska do gry w ullamaliztli znajdowały się w każdym mieście prekolumbijskiej Mezoameryki. Wiele boisk zachowało się do czasów dzisiejszych na terenie obecnego Meksyku, m.in. w El Tajín i w Monte Albán oraz największe – w Chichén Itzá.

## Boisko do gry
Grano na zazwyczaj prostokątnym boisku tlachtli w kształcie dużej drukowanej litery I (dwuteownik). Boiska były różnej wielkości i różniły się kształtem. Wzdłuż dłuższych boków znajdowały się pochyłe platformy, a za nimi pionowy mur, na niektórych od razu pionowy lub nieco pochyły mur, bez platform. Na środku tego muru, po obu stronach były umieszczone kamienne pierścienie. Pierścienie były ustawione pionowo, a nie poziomo jak w koszykówce. Na dłuższych bokach znajdowały się rozszerzenia boiska zakończone pionową ścianą. Wokół boisk nie było trybun dla widzów. Przebieg gry mogła obserwować garstka ludzi, prawdopodobnie kapłanów.

## Zasady gry
Do gry używano piłki z twardej gumy wyrabianej z soku mlecznego drzew chicle. Piłkę podbijano biodrem (lub udem) tak, aby przerzucić ją przez jeden z kamiennych pierścieni zawieszonych na murze, na wysokości ok. 4 m. Prawdopodobnie, by uniknąć kontuzji i złamań, używano swoistych ochraniaczy na biodro w kształcie podkowy, wykonanych z kamienia, drewna lub twardej skóry.
Poza chwilą, gdy „zawodnik” wybierał miejsce, gdzie chciał rzucić piłkę, nie wolno jej było dotknąć dłońmi ani stopami.
Piłki były różnej wielkości, najczęściej piłki do koszykówki.
Drużyny składały się z jednego do czterech zawodników, czasami z większej liczby. Najczęściej jednak było to dwóch na dwóch.
Piłka mogła odbić się tylko jeden raz o ziemię. Nie są znane zasady punktacji obowiązujące w tej grze. Wiadomo tylko, że przerzucenie piłki przez pierścień było równoznaczne z wygraną. Stawką w grze mogło być życie zawodników albo nawet królestwo. Zasady gry mogły się zmieniać w ciągu wieków i w różnych kulturach. Na reliefie w Chichén Itzá widać ścięcie głowy zawodnikowi, być może przywódcy drużyny, ale nie wiadomo, czy wygranej, czy przegranej.
W symbolice ludów Mezoameryki boisko oznaczało wszechświat, piłka była równoznaczna ze Słońcem lub Księżycem, zaś sama gra symbolizowała niepewność losu i przypadek decydujący o życiu lub śmierci.
Gra w ullamaliztli miała przypominać czy odtwarzać wyczyny mitycznych Bohaterskich Bliźniaków w świecie podziemnym (Xibalba).